# Volcà El Altar
El Altar és un volcà extint localitzat al centre d'Equador, en la Serralada Oriental dels Andes a uns 20 km a l'est de Riobamba. Es troba a l'interior al Parc Nacional Sangay, província de Chimborazo.
El volcà rep el seu nom a causa de les formes que adopten els seus nombrosos pics, assemblant l'altar d'una església colonial.
La composició dominant de basalts fa que apareguin nombrosos llacs acolorits en el volcà. La caldera del volcà, plena de coves, rep un petit flux d'aigua d'aquests llacs. S'estima que l'última erupció va tenir lloc el 1490.
Els castellans, els quals li van atorgar el nom actual, van nomenar el cim del nord com a Canónigo, el cim de l'est com Tabernáculo i el cim meridional com a Obispo.

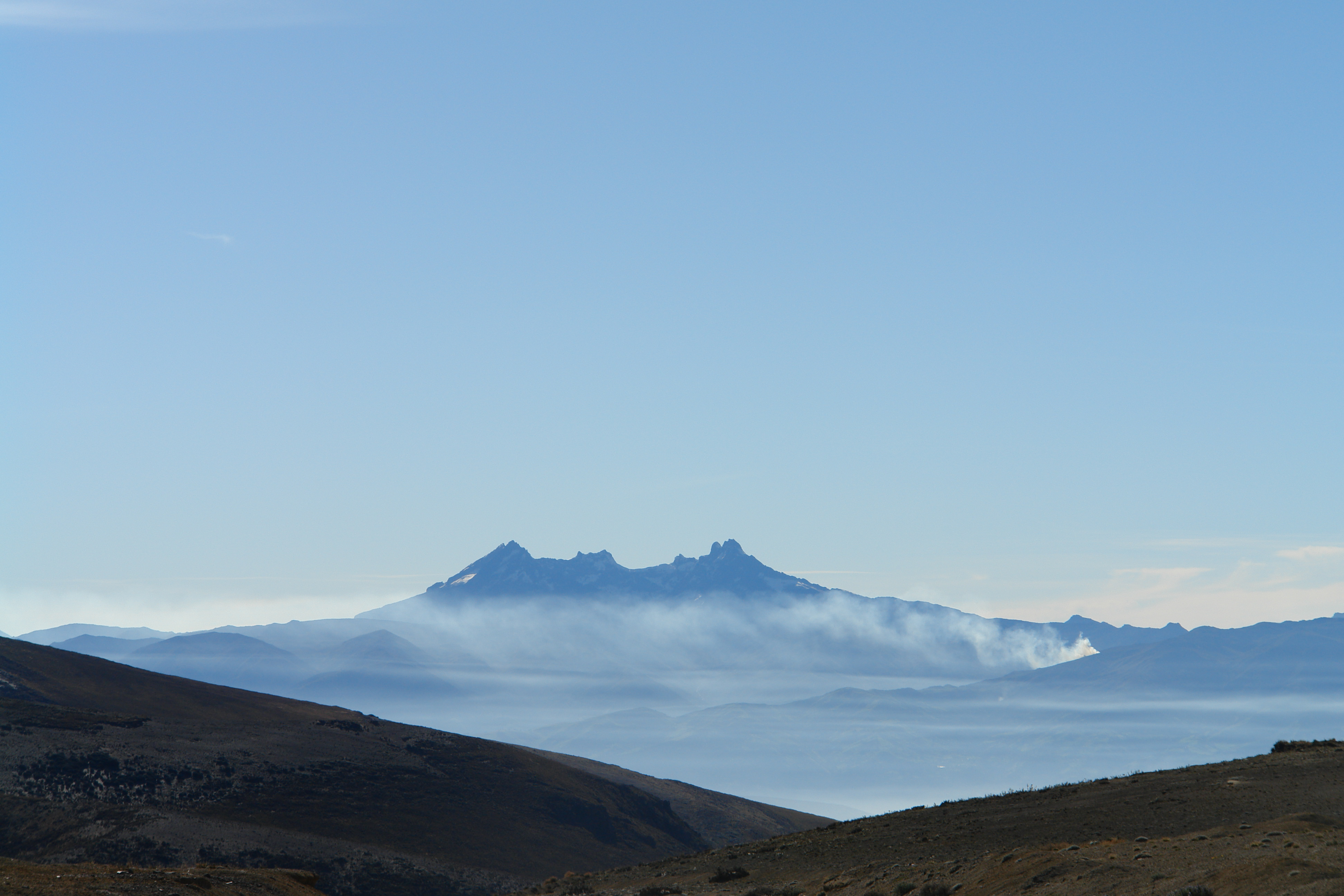
Volcà El Altar

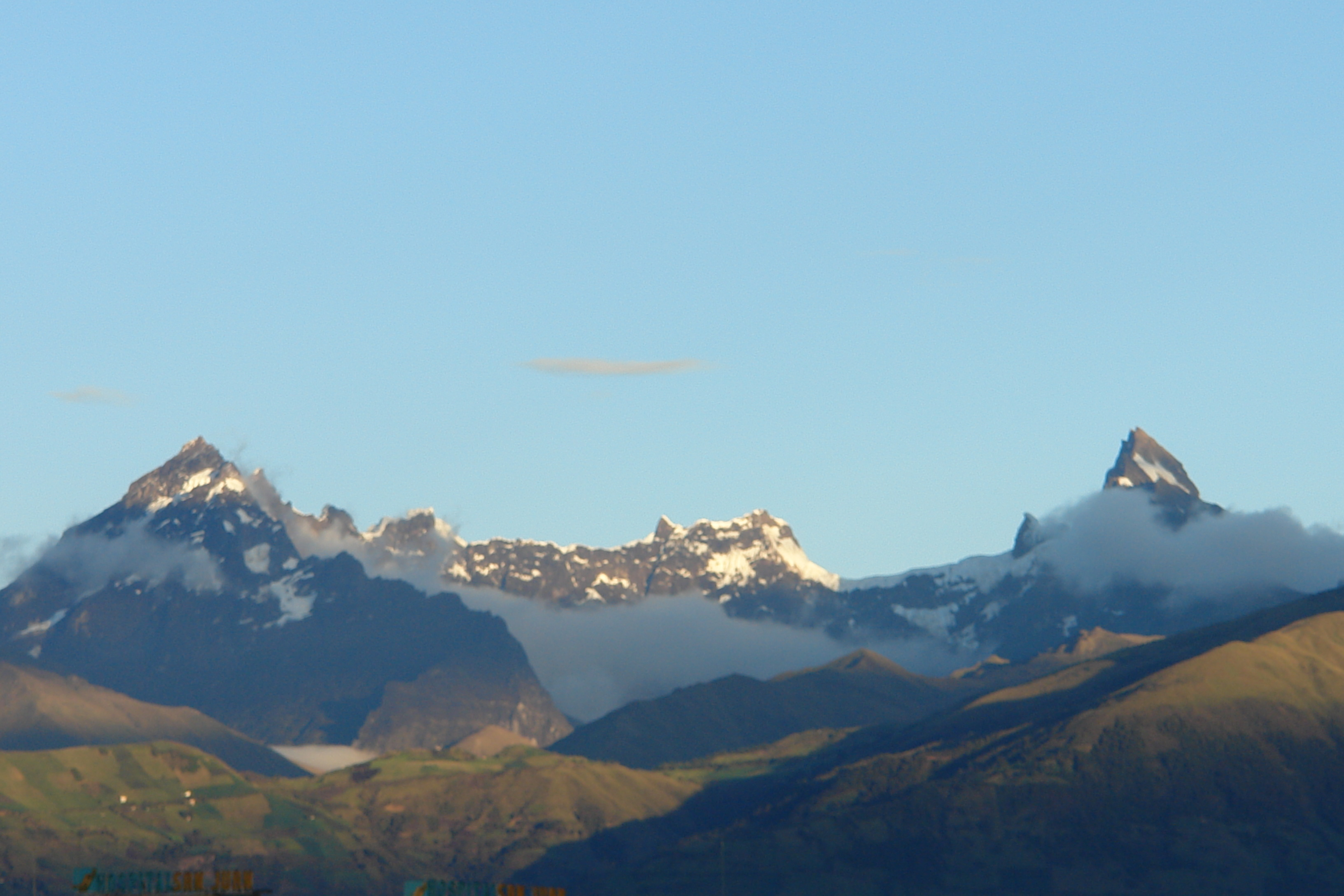
El Altar

## Trekking o Senderisme
La vall del Collanes és generalment el punt de partida en el que a senderisme es refereix i un dels principals llocs de visita cap al volcà, des d'on es pot observar el paisatge i els seus cims nevats. En general cal un nivell físic baix per realitzar la ruta, a més no cal un nivell tècnic.
És aquest volcà visitat especialment per la presència d'una varietat de llacunes com la Amarilla, Quindecocha, Estrellada, Verde, Azul, Mandur, Pintada, entre altres que es troben als peus de l'Altar; el color de moltes d'elles és resultat de la presència de minerals derivats de les parets volcàniques. A més, com és una elevació semi desèrtica a causa de la seva altitud i de l'agresta del terreny circumdant, el cim que puja al cràter de gel pot ser ascendida en dos dies.

## Etimologia
Els inques van anomenar a aquest volcà Capac Urcu, que significa muntanya totpoderosa o turó majestuós.